# مدرسة الحرب العليا (بولندا)

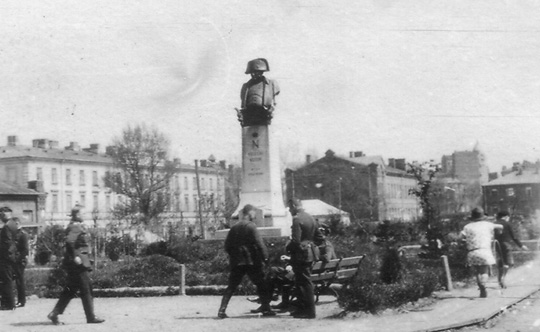
النصب التذكاري لنابليون بونابرت أمام الحرم الجامعي الرئيسي لمدرسة الحرب العليا في وارسو ؛ بعد الحرب تم نقل النصب التذكاري إلى متحف الجيش البولندي

كلية الحرب أو حرفيا مدرسة الحرب العليا (بالبولندية: Wyższa Szkoła Wojenna) كانت أهم أكاديمية عسكرية بولندية في الفترة بين الحربين العالميتين، تقع في وارسو، وقد تم تأسيسها لتدريب كبار الضباط في الجيش البولندي والقوات المسلحة لعدة دول حليفة، كانت سلفًا لأكاديمية الدفاع الوطني الحالية في بولندا (بالبولندية: Akademia Obrony Narodowej).

## التاريخ
بعد ولادة بولندا في عام 1918، كان هناك بالفعل كادر مدرب جيدًا وذوي خبرة من الضباط الميدانيين البولنديين المُدربين في جيوش الدول المحطية ببولندا (روسيا وألمانيا والإمبراطورية النمساوية المجرية) وكذلك في فرنسا، ومع ذلك، نادرًا ما قام محتلي بولندا بترقية البولنديين إلى رتب أعلى وكان الجيش البولندي الذي ولد من جديد يفتقر بشدة إلى الضباط المدربين على مهام الأركان العامة وفي رتب قيادة جيوش بأكملها، ولحل المشكلة، بالتعاون مع البعثة العسكرية الفرنسية إلى بولندا و مدرسة سان سير العسكرية التي تتخذ من باريس مقراً لها، تم تشكيل "Szkoła Wojenna Sztabu Generalnego" (المدرسة الحربية لهيئة الأركان العامة) في منتصف عام 1919.
بعد الحرب الحرب البولندية السوفيتية، في 16 أغسطس 1922، أعيدت تسمية المدرسة إلى Wyższa Szkoła Wojenna وتعني (WSW، المدرسة الحربية العليا)، وحتى عام 1928، كان معظم الأساتذة فرنسيين، وكان الضباط البولنديون يعملون في الغالب كمساعدين لهم. من بينهم كان شارل ديغول (الرئيس المستقبلي لفرنسا)، والذي كان أستاذًا للتكتيكات، ولم يقتصر التدريب على الشؤون العسكرية وكان من بين المدنيين العاملين هناك بعض من أبرز العلماء في ذلك العصر، بما في ذلك تاديوس كوتاربنسكي وإدوارد ليبينسكي وماريان كوكيل . بصرف النظر عن المنظرين، شمل الأساتذة عددًا كبيرًا من الضباط الذين اكتسبوا خبرة قتالية في الحرب العالمية الأولى والحرب البولندية السوفيتية الحرب البولندية الأوكرانية والحرب البولندية الأوكرانية والحرب البولندية الليتوانية، بالإضافة إلى انتفاضة بولندا الكبرى وانتفاضات سيليزيا. وبسبب خبرتهم، أصبحت المدرسة مرموقة وجذبت العديد من الطلاب من الخارج، وأبرزهم من فرنسا وجورجيا وإستونيا ولاتفيا وحتى اليابان، وكان من بينهم أيضا ضباط من الجيش الأوكراني السابق سيمون بتليورا والحركة البيضاء الروسية.
خلال 20 عامًا من وجودها، دربت كلية الحرب أكثر من 1300 ضابط في الجيش البولندي، ورد معظمهم الدين لبولندا بالدفاع عنها خلال غزو بولندا عام 1939 ، في حين شكل غالبية الأساتذة طاقم جيش بوزنان، الأكثر نجاحًا في الجيوش البولندية في حملة عام 1939.
بعد أن غلبت ألمانيا النازية والاتحاد السوفيتي بولندا، تم إغلاق الكلية. ومع ذلك، في 11 نوفمبر 1940 تم إعادة إنشائها في لندن، وقد دربت ضباط الجيش البولندي في المنفى، ليقاتلوا إلى جانب الحلفاء على جميع جبهات الحرب العالمية الثانية، تم تعيين الأساتذة من بين الضباط النشطين في المقر الرئيسي البولندي وكان الطلاب يضمون العديد من الجنرالات البارزين للقوات البولندية في المنفى. بالإضافة إلى ذلك، كانت المدرسة هي الأم لجميع ضباط تشيكوسلوفاكيا الأعلى رتبة في الجيش المنفي، تم إغلاق الكلية الموجودة في لندن عام 1946، بعد أن سحب الحلفاء دعمهم للحكومة البولندية في ما يسمى الخيانة الغربية.